# Rempart de Bellecombe
Pour les articles homonymes, voir Bellecombe (homonymie).
Le rempart de Bellecombe est un rempart montagneux du massif du Piton de la Fournaise, dans le sud-est de l'île de La Réunion. Il marque la limite occidentale de l'Enclos Fouqué, la dernière caldeira formée par le piton de la Fournaise, le volcan actif de ce département d'outre-mer français dans l'océan Indien. Nommé en l'honneur de Guillaume Léonard de Bellecombe, qui fut gouverneur de Bourbon à l'heure des premières explorations, il a une forme d'arc et se prolonge au nord-est par le rempart de Bois Blanc à compter du Nez Coupé de Sainte-Rose et au sud-est par le rempart du Tremblet à partir du Nez Coupé du Tremblet. Il est percé, dans sa partie nord-ouest, par un passage appelé pas de Bellecombe-Jacob, le site naturel le plus touristique de La Réunion car il fait à la fois office de point de vue surplombant et de point de départ pour le sentier de randonnée menant jusqu'au sommet en passant par le Formica Leo et la chapelle de Rosemont.

## Climat
| Mois                              | jan.  | fév.  | mars  | avril | mai   | juin  | jui. | août  | sep.  | oct.  | nov.  | déc.  | année |
| --------------------------------- | ----- | ----- | ----- | ----- | ----- | ----- | ---- | ----- | ----- | ----- | ----- | ----- | ----- |
| Température minimale moyenne (°C) | 9,7   | 10,1  | 9,5   | 8,4   | 6,5   | 4,2   | 3,4  | 3,3   | 4,1   | 5,4   | 6,7   | 8,2   | 6,6   |
| Température maximale moyenne (°C) | 18,3  | 18,1  | 17,8  | 17,1  | 15,1  | 13,3  | 12,2 | 13    | 14,4  | 16,2  | 17,7  | 18,3  | 15,9  |
| Ensoleillement (MJ/m²)            | 18,25 | 18,48 | 17,92 | 17,1  | 14,91 | 14,88 | 15,6 | 18,28 | 21,08 | 24,94 | 25,45 | 23,16 | 19,17 |
| Précipitations (mm)               | 746   | 1 141 | 847   | 521   | 362   | 238   | 302  | 252   | 166   | 105   | 138   | 343   | 5 190 |

| Diagramme climatique                                  |               |            |            |            |            |            |          |            |            |            |            |
| J                                                     | F             | M          | A          | M          | J          | J          | A        | S          | O          | N          | D          |
| 18,39,7746                                            | 18,110,11 141 | 17,89,5847 | 17,18,4521 | 15,16,5362 | 13,34,2238 | 12,23,4302 | 133,3252 | 14,44,1166 | 16,25,4105 | 17,76,7138 | 18,38,2343 |
| Moyennes : • Temp. maxi et mini °C • Précipitation mm |               |            |            |            |            |            |          |            |            |            |            |